# Фестивал европског и медитеранског филма Требиње
Требиње филм фестивал  je jeдан од већих филмских фестивала у југоисточној Европи. Основан је у Требињу 2013. године и сваке године доводи међународне и домаће познате личности у Требиње. Одржава се у августу и приказује разноврсне дугометражне и краткометражне eвро-медитеранске филмове. Тренутни умјетнички директор фестивала је Предраг Милојевић.